# گوشه‌گیر کوچک
گوشه‌گیر کوچک (نام علمی: Phaethornis longuemareus) نام یک گونه از سرده گوشه‌گیرمرغ‌ها است.